# Deloneura sheppardi
Deloneura sheppardi är en fjärilsart som beskrevs av Stevenson 1934. Deloneura sheppardi ingår i släktet Deloneura och familjen juvelvingar. Inga underarter finns listade i Catalogue of Life.